# Reiner von Velen (Domherr, † 1537)
Reiner von Velen (* im 15. Jahrhundert; † 7. Juli 1537) war Domherr in Münster.

## Leben
Reiner von Velen entstammte dem westfälischen Adelsgeschlecht von Velen, aus dem zahlreiche namhafte Persönlichkeiten hervorgegangen sind. Er war der Sohn des Hermann von Velen († 1528) und dessen Gemahlin Margaretha von Raesfeld. Sein Bruder Hermann war kaiserlicher Hofmarschall und Amtsdroste. Am 1. Juli 1529 kam Reiner in den Besitz einer münsterschen Dompräbende. Er blieb bis zu seinem Tode Domherr in Münster.